# ألفرد آدم
ألفرد آدم (بالفرنسية: Alfred Adam)‏ (و. 1908 – 1982 م) هو ممثل، من فرنسا، ولد في أسنيير-سور-سين، توفي عن عمر يناهز 74 عاماً.

## وصلات خارجية
- ألفرد آدم على موقع IMDb (الإنجليزية)
- ألفرد آدم على موقع ألو سيني (الفرنسية)
- ألفرد آدم على موقع أول موفي (الإنجليزية)
- ألفرد آدم على موقع قاعدة بيانات الأفلام السويدية (السويدية)
- ألفرد آدم على موقع قاعدة بيانات الفيلم (الإنجليزية)
- ألفرد آدم على موقع كينوبويسك (الروسية)